# Thanh Vân, Hiệp Hòa
Thanh Vân là một xã thuộc huyện Hiệp Hòa, tỉnh Bắc Giang, Việt Nam.

## Địa lý
Xã Thanh Vân nằm ở phía bắc huyện Hiệp Hòa, có vị trí địa lý:
- Phía đông giáp xã Hoàng Lương và tỉnh Thái Nguyên
- Phía tây giáp xã Hoàng Vân và tỉnh Thái Nguyên
- Phía nam giáp xã Hoàng An
- Phía bắc giáp xã Đồng Tân.

Xã Thanh Vân có diện tích 4,18 km², dân số năm 2023 là 6.378 người, mật độ dân số đạt 1.525 người/km².

## Hành chính
Xã Thanh Vân được chia thành 7 thôn: Đồng Điểm, Hoàng Lại, Tam Hợp, Thanh Bình, Thanh Lay, Thanh Phác, Thanh Vòng.

## Lịch sử
Sau năm 1945, thành lập xã Đồng Tiến trên cơ sở xã Thanh Vân và xã Đồng Tân.
Năm 1953, chia xã Đồng Tiến thành xã Đồng Tiến và xã Đồng Tân.
Năm 1971, đổi tên xã Đồng Tiến thành xã Thanh Vân.